# Eresing
Eresing település Németországban, azon belül Bajorországban. Lakosainak száma 2043 fő (2023. december 31.).

## Népesség
A település népessége az elmúlt években az alábbi módon változott:
| Lakosok száma | 459  | 1105 | 1197 | 1345 | 1733 | 1737 | 1829 | 1851 | 1987 | 2043 |
|               | 1875 | 1950 | 1975 | 1987 | 2012 | 2014 | 2016 | 2017 | 2021 | 2023 |